# Richard de Clare (seigneur de Thomond)
Pour les articles homonymes, voir Richard de Clare.
Richard de Clare (né après 1281 – tué le 10 mai 1318) 1er seigneur de Clare et seigneur de Thomond.

## Origine
Richard de Clare est le fils cadet de Thomas de Clare et de Juliana FitzGerald. Après la mort de Thoirdelbach mac Taigd Cael Uisce Ó Briain en 1306 son fils Donnchad mac Toirdhelbaich poursuit la lutte contre le « Clan Briain ». En 1308 Richard de Clare, sénéchal de la forêt de Sussex, succède à son frère aîné Gilbert de Clare, comme seigneur de Thomond et reprend la politique paternelle de soutien au « clan Briain ». Après la mort de  Donnchad mac Toirdhelbaich en 1311 c'est son frère Muircheartach mac Toirdhelbaich Ó Briain qui lui succède à la tête du « clan Turlough ».

## Conflit au Thomond
La situation devient encore plus inextricable à la suite de l'intervention d'Édouard Bruce et de ses alliés écossais en Irlande dont il s'est fait proclamé roi en 1315. Le clan Briain décide de le soutenir dans le but d'expulser les barons anglo-normands du pays. Muircheartach mac Toirdhelbaich Ó Briain fait bien évidemment le choix contraire, ce qui lui permet de se trouver dans le camp des vainqueurs avec Guillaume de Bourg et Richard de Clare lors de la bataille d'Athenry et d'éliminer l'année suivante Donnchad mac Domnaill Ó Briain. Le comté de Clare se rallie à lui à l'exception de Richard de Clare et de son protégé Mathghamhain ou Mahon O'Brien l'agent des de Clare dans l'ouest du comté. Richard de Clare propose alors de diviser le Thomond entre les O'Briens antagonistes. Muircheartach refuse d'accepter un arbitrages de Clare qui s'était toujours opposé à sa famille le « clan Turlough ». La guerre entre lui et la famille de Clare devient la seule solution possible pour trancher le problème du contrôle du Thomond.

## Défaite et mort
Richard de Clare décide de mener une expédition contre Conchobhar Ó Deághaidh (anglais: Conor O'Dea), le chef du Cineal Fearmaic et son clan le Dysart O'Dea de fidèles alliés de Muircheartach Ó Briain et du clan Turlough. Conchobhar/Conor O'Dea  demande aux clans voisins de Fedlimind O'Connor et de Loughlin  Ó hEithir de le soutenir car  Muircheartach O'Brien se trouve à cette époque dans l'est du comté de Clare. Le 10 mai 1318 Richard de Clare et une forte armée de d'anglo-normands avec l'appoint de Mathghamhain/Mahon O'Brien et de Brian Ban Ó Briain, frère du défunt roi Donnchad mac Domnaill Ó Briain, approchent des domaines de O' Dea. Confiant dans sa supériorité militaire de Clare divise ses forces  en trois corps. Conor O'Dea avec une troupe inférieure en nombre et en armement à son adversaire tend un piège à de Clare au gué de Ballycullen près de Dysart O'Dea. Richard de Clare à la tête de son détachement s'engage dans un gué à la poursuite de quelques éléments de la troupes d'O'Dea. Ce dernier surgit et son armée, coupe la retraite à de Clare qui est tué avec la plus grande partie de sa troupes. Le reste de son armée force le passage du gué mais l'armée d'O'Dea se replie vers les bois où les hommes de Fedlimind  O'Connor et de Loughlen  Ó hEithir les assaillent. L'issue du combat demeure encore incertaine jusqu'à l'arrivée inopinée à la fin de la journée de Muircheartach Ó Briain qui met en déroute le reste de l'armée de de Clare et la poursuit jusqu'au château de Bunratty.

## Succession
Le château de Quin est pris et détruit par les McNamara en 1320. Bunratty abandonné par la veuve de Richard de Clare au gouvernement anglais en 1318 subit le même sort en 1322. La veuve de Richard de Clare s'est retirée en Angleterre avec son jeune fils Thomas qui y meurt le 10 avril 1321. Les vestiges des domaines des de Clare reviennent à ses deux tantesː Maud épouse de Robert de Welles et Marguerite épouse de Bartholomew de Badlesmere tous deux importants propriétaires fonciers anglais qui abandonnent rapidement toutes prétentions sur la seigneurie de Thomond.

## Articles liés
- Bataille d'Athenry (1316)
- Muircheartach mac Toirdhelbaich Ó Briain

## Sources
- (en) Cet article est partiellement ou en totalité issu de l’article de Wikipédia en anglais intitulé « Richard de Clare, Steward of Forest of Essex » (voir la liste des auteurs).
- Florence Bourgne, Leo M. Carruthers, Arlette Sancery Un espace colonial et ses avatars: naissance d'identités nationales, Angleterre, France, Irlande (Ve – XVe siècle) Presses Universitaires de la Sorbonne 2008  (ISBN 9782840505594) p. 84-85.
- (en) A Timeline of Irish History, Richard Killen Gill & Macmillan Dublin (2003)  (ISBN 07171-3484-9).